# 遺伝子組換え生物等の使用等の規制による生物の多様性の確保に関する法律
遺伝子組換え生物等の使用等の規制による生物の多様性の確保に関する法律（いでんしくみかえせいぶつとうのしようとうのきせいによるせいぶつのたようせいのかくほにかんするほうりつ、平成15年6月18日法律第97号）は、遺伝子組み換えなどのバイオテクノロジーによって作製された生物等の使用等の規制に関する法律である。通称は遺伝子組換え（生物等）規制法、カルタヘナ法。
生物の多様性に関する条約のバイオセーフティに関するカルタヘナ議定書（平成15年条約第7号）の発効に伴い、当議定書の実施を目的として制定され、2004年2月19日に施行された。
従来、遺伝子組換え等を規制するものとしては「組換えDNA実験指針」があったが、本法律がこれに代わり罰則を加えて規制を行うこととなった。

## 目的
生物多様性の確保のために、遺伝子組換え生物等の使用等の規制を講ずることにより、カルタヘナ議定書の実施を確保し、また人類の福祉および国民の健康で文化的な生活の確保に寄与する。

## 対象
遺伝子組換え、あるいは異なる科に属する生物の細胞融合によって得られた核酸を含む生物（ウイルス、ウイロイドを含む）を対象とする。使用等の態様は、大気、水または土壌中への拡散を防止する「第二種使用等」と、それを意図しない「第一種使用等」（遺伝子組換え作物の栽培など）に分けられる。第一種使用等の事前承認・届出の義務、第二種使用等の安全措置のほか、輸出入の際の情報提供、回収・使用中止命令、違反に対する罰則などを定めている。
このため、これまで「組換えDNA実験指針」においては対象となってきた動物培養細胞は生物ではないことから法律の対象から除外された。ただし、遺伝子組換え培養細胞をマウスなどの動物に接種した場合はそのマウスが遺伝子組換え動物として法律の対象となるため、注意が必要である。